# تشاه نفت نرغسي (وحدتية)
تشاه نفت نرغسي (بالفارسية: چاه نفت نرگسی) هي قرية تقع في إيران في قسم وحدتية الريفي. يقدر عدد سكانها بـ 138 نسمة .